# 克雷恩 (印第安納州)
克雷恩（英語：Crane）是一個位於美國印地安納州馬丁縣的城鎮。

## 人口
根據2010年美國人口普查的數據，克雷恩的面積為0.31平方千米，當中陸地面積為0.31平方千米，而水域面積為0.00平方千米。當地共有人口184人，而人口密度為每平方千米594人。